# These Days (album de Bon Jovi)
Pour les articles homonymes, voir These Days.
Albums de Bon Jovi
Cross Road
(1994) Crush
(2000)
Singles
1. This Ain't a Love Song
Sortie : 30 mai 1995
2. Something for the Pain
Sortie : 14 septembre 1995
3. Lie to Me
Sortie : 29 novembre 1995
4. These Days
Sortie : 6 février 1996
5. Hey God
Sortie : 17 juin 1996

These Days est le 6e album studio de Bon Jovi. Il est sorti le 19 juin 1995.

## Liste des titres
1. Hey God - 6:10 (Jon Bon Jovi, Richie Sambora)
2. Something for the Pain - 4:47 (Bon Jovi, Sambora, Desmond Child)
3. This Ain't a Love Song - 5:07 (Bon Jovi, Sambora, Child)
4. These Days - 6:27 (Bon Jovi, Sambora)
5. Lie to Me - 5:36 (Bon Jovi, Sambora)
6. Damned - 4:30 (Bon Jovi, Sambora)
7. My Guitar Lies Bleeding in My Arms - 5:41 (Bon Jovi, Sambora)
8. (It's Hard) Letting You Go - 5:51 (Bon Jovi)
9. Hearts Breaking Even - 5:06 (Bon Jovi, Child)
10. Something to Believe In - 5:25 (Bon Jovi)
11. If That's What It Takes - 5:17 (Bon Jovi, Sambora)
12. Diamond Ring - 3:47 (Bon Jovi, Sambora, Child)
13. All I Want Is Everything - 5:16 (Bon Jovi, Sambora)
14. Bitter Wine* - 4:33 (Bon Jovi, Sambora)

### Titres bonus Europe & Japon
1. All I Want Is Everything
2. Bitter Wine

### Titres inédits parus en faces B de singles
1. Prostitute
2. Lonely at the Top
3. When She Comes
4. The End
5. Wedding Day
6. Welcome to the Good Times
7. 634 5789 (reprise de Otis Redding)
8. I Thank You (reprise de Sam & Dave)

## Composition du groupe
- Jon Bon Jovi : chant
- Richie Sambora : guitare, chant
- Hugh McDonald : basse
- David Bryan : claviers, accordéon
- Tico Torres : batterie

## Genèse
- Le but avoué était de sortir l'album fin 1994, ou dans le pire des cas début 1995. Mais Jon Bon Jovi voulut profiter de l'été, selon ses dires, et la maison de disques proposa de sortir une compilation pour faire patienter les fans. La composition s'étala alors sur quatorze mois, et quarante titres furent maquettes. Le plus déchirant fut de n'en retenir que douze, selon le chanteur.
- Il s'agit du premier album enregistré sans le bassiste Alec John Such, qui avait d'abord émis le souhait de ne faire que les concerts, avant de finalement quitter le groupe. Hugh McDonald avait déjà enregistré de la basse fretless sur d'autres albums de Bon Jovi, et n'était donc pas un inconnu. Il n'est pas pour autant considéré comme un membre à part du groupe, mais comme un simple employé.
- Il s'agit de l'album le plus sombre de Bon Jovi, musicalement et textuellement. Le groupe était pourtant soulagé de l'accueil accordé à Keep the Faith, son précédent album, et les années noires de la discorde étaient bien derrière. Mais le scepticisme du constat de la société est plutôt présent, ainsi que l'amour triste.
- Diamond Ring est une composition de 1988 non retenue pour l'album New Jersey.
- Le groupe a offert une version inédite de Bitter Wine sur internet, très nerveuse et loin de la version finale sur l'album.
- Le titre de travail de l'album était Open All Night, un nom que Jon Bon Jovi donnera à plusieurs textes en le modifiant parfois à peine jusqu'à ce qu'il arrive à une version le satisfaisant pleinement sur l'album Bounce. Un inédit figurant dans le coffret 100 Millions Bon Jovi Fans Can't Be Wrong porte ce nom, ce qui en fait un doublon unique dans la discographie du groupe. On peut aussi découvrir deux titres au nom approchant : These Arms Are Open All Night et These Open Arms, deux tentatives de placer ce nom de chanson auquel Jon et Richie Sambora tenaient beaucoup. Dans le dvd du coffret 100 Millions..., Jon Bon Jovi affirme qu'il faut persévérer dans l'écriture des paroles pour obtenir le résultat que l'on veut, d'où cette multiplication de noms.
- Malgré le succès de l'album et de la tournée qui suivit, très peu d'extraits sont aujourd'hui interprétés, probablement à cause de la noirceur de cet album.

## Charts

### Album
| Année | Chart                  | Position        |
| ----- | ---------------------- | --------------- |
| 1995  | UK Top 75 Albums Chart | 1 (4 semaines)  |
| 1995  | Europe Top 100 Albums  | 1 (6 semaines)  |
| 1995  | Allemagne Album chart  | '1 (3 semaines) |
| 1995  | Billboard 200 Albums   | 9               |
| 1995  | ARIA charts            | 1               |

### Singles
| Année | Single                 | Chart                  | Position |
| ----- | ---------------------- | ---------------------- | -------- |
| 1995  | This Ain't a Love Song | UK Top 75 Singles      | 6        |
| 1995  | This Ain't a Love Song | Europe Top 100 Singles | 1        |
| 1995  | Something for the Pain | UK Top 75 Singles      | 8        |
| 1995  | Something for the Pain | Europe Top 100 Singles | 8        |
| 1995  | Lie to Me              | UK Top 75 Singles      | 10       |
| 1995  | Lie to Me              | Europe Top 100 Singles | 18       |
| 1996  | These Days             | UK Top 75 Singles      | 7        |
| 1996  | Hey God                | UK Top 75 Singles      | 13       |
| 1995  | This Ain't a Love Song | Billboard Hot 100      | 14       |
| 1995  | Something for the Pain | Billboard Hot 100      | 76       |
| 1995  | Lie to Me              | Billboard Hot 100      | 88       |